# Temporada de huracanes del Atlántico de 2007
La Temporada de huracanes del Atlántico de 2007 fue un evento anual de la formación de Ciclones tropicales. Comenzó oficialmente el 1 de junio de 2007 y finalizó el 30 de noviembre de 2007, estas fechas delimitan convencionalmente el período en que la mayoría de los ciclones tropicales se forman en el océano Atlántico. Inusualmente, para el 9 de mayo de 2007, ya se había formado la primera Tormenta subtropical llamada Andrea, marcando un adelanto previo a la estación. Esta es la segunda vez en cinco años que un ciclón tropical se forma antes de la fecha oficial de comienzo de la estación, anteriormente se había visto este suceso con la formación en abril de 2003 de la Tormenta Tropical Ana. La temporada se ha extendido más allá del límite oficial con la formación de la tormenta tropical Olga el 10 de diciembre.

## Pronósticos para la temporada
Los pronósticos para la actividad ciclónica de cada temporada de huracanes son publicadps previamente por Philip J. Klotzbach, el Dr. Guillermo M. Gray, expertos sobre huracanes y sus asociados de la Universidad de Colorado State, en colaboración por separado con los previsionistas del NOAA.
El equipo de Klotzbach (conducido antes por el Dr. Gray) definió el número medio de tormentas por la estación (1950 a 2000) como 9.6 tormentas tropicales, 5.9 huracanes, y 2.3 huracanes importantes (tormentas que exceden fuerza de la categoría 3 en la escala de Saffir-Simpson). Una estación normal, según lo definido por NOAA, tiene 6 a 14 tormentas nombradas, con 4 a 8 de esos que alcanzan fuerza del huracán, y 1 a 3 huracanes importantes.

### Pronósticos previos a la temporada
El 8 de diciembre de 2006, el equipo de Klotzbach publicó su primer pronóstico de larga duración para la temporada de 2007, prediciendo una actividad media-promedio (14 tormentas nombradas, 7 huracanes, 3 de la categoría 3 o más alto).

### Perspectiva de la temporada
El 3 de agosto de 2007, el equipo de Klotzbach redujo su estimación sobre la temporada a 15 tormentas nombradas, de las cuales 8 se convertirían en  huracanes y 4 en huracanes intensos. Asimismo, observaron que las condiciones habían sido menos favorables para dichas tormentas con relación al año anterior. Los cambios de temperatura de la superficie del mar se habían presentado más frías. Las condiciones del OSEN también fueron observadas para haber presentado temperaturas más bajas.

El 9 de agosto de 2007, el NOAA realizó una revisión a su estimación sobre la temporada en diferentes rangos: 13-16 tormentas nombradas, donde 7-9 de estos, se convertirían en huracanes y de estos 3-5 en huracanes intensos. Sin embargo, reafirmaron su llamado pronosticando una Temporada Media-Promedio. Además, atribuyeron su aumento de confianza a las temperaturas cálidas normales en la superficie del mar en las partes del océano Atlántico y del mar Caribe, así como a un pronóstico actualizado sobre la manifestación del fenómeno de La Niña.

## Ciclones tropicales

### Tormenta subtropical y extratropical Andrea
El 9 de mayo, un ciclón previamente extratropical se organizó a tormenta subtropical con el nombre de Andrea localizándose a 225 km al sureste de Savannah, Estados Unidos. Los relojes tropicales de la tormenta fueron presentados inmediatamente para el sureste de Estados Unidos. Fue la primera tormenta nombrada que se formó en el mes de mayo desde Arlene en la Temporada de huracanes del Atlántico, 1981. y la primera tormenta de la pre-estación desde Ana en abril de 2003. Posteriormente, la organización del sistema se deterioró con una disminución significativa en su convección dado que se desplazó sobre aguas más frías. Para el 10 de mayo se debilitó a Depresión Subtropical y el NHC publicó su final consultivo en Andrea a las 23:00 h EST del mismo día. Sin embargo, durante la mañana siguiente la convección señaló por medio de luces para arriba sobre el centro, indicando que el ciclón pudo haber adquirido características tropicales de nuevo.
Andrea produjo tormentosas olas a lo largo de la línea de la costa de la Florida a Carolina del Norte, causando la erosión de playa y algunos daños más. Una persona que practicaba surf se ahogó en la Florida. Un total de 5 personas fallecieron durante la fase extratropical inicial de Andrea.

### Tormenta tropical Barry
La tormenta tropical Barry se formó rápidamente a principios de junio, Barry se desarrolló de un frente de baja presión en el sureste del golfo de México el 1 de junio. Se movió rápidamente hacia el nordeste, alcanzando vientos de 95 km/h antes de debilitarse y tocar tierra cerca de Tampa, Florida, como una débil tormenta tropical. Barry rápidamente perdió sus características tropicales y el 2 de junio completó su transición a un ciclón extratropical.

### Tormenta tropical Chantal
La tormenta tropical Chantal se desarrolló el 31 de julio, de orígenes no tropicales, entre las Bermudas y Cabo Cod, con condiciones favorables, Chantal rápidamente alcanzó vientos máximos de 85 km/h. La tormenta aceleró hacia el nordeste sobre un área de aguas progresivamente más frías, y después de una disminución de convección el Centro Nacional de Huracanes dejó de emitir avisos al comenzar su transición a un ciclón extratropical el 1 de agosto. Poco después, los restos extratropicales cruzaron sobre Terranova antes de seguir por las aguas abiertas del Atlántico Norte.

### Huracán Dean
El huracán Dean se originó como una fuerte onda tropical en la costa occidental de África en la segunda semana de agosto, se organizó rápidamente constituyendo un sistema de baja presión el 12 de agosto. El 13 de agosto se formó la Depresión Tropical n.º 4 en el atlántico oriental proveniente de una onda tropical al sur de Cabo Verde. Las altas temperaturas superficiales del mar tuvieron como resultado un rápido desarrollo e intensificación de la depresión, que avanzó rápidamente hacia el oeste.
El 14 de agosto, la Depresión Tropical n.º 4 fue elevada formalmente a Tormenta tropical recibiendo el nombre de Dean que continuó fortaleciéndose y ganando organización a medida que seguía su camino hacia el Caribe, el 16 de agosto se convirtió oficialmente en el primer huracán de la temporada de 2007.
Las previsiones meteorológicas lo llevaban hacia el mar Caribe atravesando las Antillas Menores, el 17 de agosto el huracán tocó Martinica y Santa Lucía con categoría 2, al entrar al Caribe, sus cálidas aguas elevaron su intensificación y el 17 de agosto fue categorizado como un huracán de intensidad 4.
El 21 de agosto tocó tierra finalmente en la península de Yucatán, en México, con una magnitud de 5. El ojo del huracán contactó territorio continental a 50 kilómetros al norte de Chetumal.

### Tormenta tropical Erin
La tormenta tropical Erin fue el segundo ciclón tropical que tocó tierra en los Estados Unidos en la temporada de huracanes en el Atlántico de 2007. La quinta tormenta de la temporada, se formó en el golfo de México el 14 de agosto de un área de convección. Alcanzó la categoría de tormenta tropical al día siguiente, y el 16 de agosto Erin tocó tierra cerca de Lamar, Texas y persistió por tierra, en Texas, antes de moverse hacia Oklahoma. La tormenta produjo al menos 16 muertes y empeoró las inundaciones que ya existían en Texas.

### Huracán Félix
El 31 de agosto, un área de disturbio al este de las Islas de Barlovento se organizó rápidamente y fue nombrada como la Depresión Tropical N.º 6.
El 1 de septiembre, continuó desarrollándose y evolucionó a Tormenta Tropical con el nombre de Félix. Durante el día, Félix ascendió al grado de huracán. Para el 2 de septiembre, había aumentado a un huracán importante intensificándose en tres ocasiones hasta que por la tarde alcanzó la categoría 5. Al acercarse a costas de Honduras y Nicaragua, Félix se debilitó a categoría 4; Sin embargo, la mañana del 4 de septiembre se dejaron sentir vientos de 260 km/h al noreste de Nicaragua. Al adentrarse en tierra, se debilitó de manera acelerada disipándose el día 5 de septiembre.

### Tormenta tropical Gabrielle
La tormenta tropical Gabrielle fue la séptima tormenta nombrada de la temporada de huracanes del Atlántico de 2007, Gabrielle se desarrolló como un ciclón subtropical el 8 de septiembre cerca Cabo Lookout, Estados Unidos. Vientos desfavorables afectaron la tormenta durante la mayor parte de su duración, aunque una disminución temporal de estos permitió que el ciclón convertiera en una tormenta tropical. El 9 de septiembre, Gabrielle tocó tierra en el Cabo Lookout en los Outer Banks de Carolina del norte con vientos de 90 km/h. La tormenta rápidamente se debilitó y se disipó el 11 de septiembre.
La tormenta dejó fuertes lluvias. A lo largo de la costa de Carolina del Norte, se informaron de olas altas, corrientes turbulentas y marejadas. Se informaron de inundaciones locales leves. Se produjeron vientos también, aunque no causaron daños. En general los daños fueron menores.

### Huracán Humberto
El 12 de septiembre un área de tormentas se organizó lo suficiente como para ser clasificada como depresión tropical nueve a 100 km al sureste de Matagorda, Texas. La depresión se intensificó rápidamente, y dentro de tres horas de formación, se convirtió en el huracán Humberto. El ciclón giró al norte y finalmente hacia el nornordeste y continuó intensificándose rápidamente. En las primeras horas de la mañana del 13 de septiembre. El huracán Humberto tocó tierra cerca de High Island, Texas, como un Huracán categoría 1. Humberto rápidamente se debilitó y entró en el suroeste de Luisiana como una tormenta tropical durante la tarde del 13 de septiembre.
El huracán Humberto causó algunos daños estructurales. Se informó de una persona muerta a causa de la tormenta. Los daños se estimaron en 50 millones de dólares.

### Tormenta tropical Ingrid
Una onda tropical grande, moviéndose hacia el oeste partió de las costas de África el 6 de septiembre. El día 9 se desarrolló una amplia zona de baja presión. Por la mañana del 12 de septiembre, el sistema se organizó en la depresión tropical ocho a unos 1.810 km al este de las Antillas.
La depresión se movió hacia el oesnoroeste durante la próxima semana. Desfavorables condiciones inhibieron el desarrollo inicial de la tormenta. A pesar de ello, el ciclón lentamente se fotaleció asta convertirse en una tormenta tropical el 13 de septiembre y alcanzó su máxima intensidad al siguiente día. Ingrid se devilitó a una depresión el 15 de septiembre. El aviso final fue emitido el día 17, cuando el sistema se degeneró en una onda abierta al norte de las islas de sotavento.
La razón de por qué la depresión tropical ocho fue llamada Ingrid se debió a que en el momento cuando era una depresión, la depresión tropical nueve también estaba activa y se convirtió en una tormenta tropical primero, por lo tanto, dándole el nombre Humberto. La depresión tropical ocho se desarrolló más tarde y se convirtió en lo que fue Ingrid.

### Depresión tropical Diez
Una depresión subtropical se formó el 21 de septiembre en el noreste del golfo de México de la interacción de una onda tropical, el final de la cola de un frente frío y una baja presión de nivel superior. El sistema se transformó en una depresión tropical después de un incremento en la convención sobre el centro. Siguiendo hacia el noroeste, la depresión tocó tierra cerca de Fort Walton Beach temprano el 22 de septiembre, y poco después se disipó sobre el sureste de Alabama.

### Tormenta tropical Jerry
La tormenta tropical Jerry fue la décima tormenta nombrada de la temporada de huracanes del Atlántico del 2007. Fue una tormenta de muy corta vida sobre el océano Atlántico Norte-central, duró menos de 48 horas, la mitad de ese tiempo como un ciclón subtropical. Nunca amenazó tierra. Jerry se formó como una depresión subtropical el 22 de septiembre de una zona de baja presión no tropical sobre el Atlántico central. El día siguiente, pasó a ser una tormenta subtropical. Después de obtener características tropicales, el ciclón alcanzó su punto máximo con vientos de 65 km/h y comenzó a debilitarse el 24 de septiembre. Se disipó completamente el 25 de septiembre.

### Huracán Karen
Una onda tropical muy grande, acompañada por una gran zona de baja presión surgió de la costa de África el 21 de septiembre. Mientras se desplazaba hacia el oeste, el 24 de septiembre, el sistema se convirtió en una depresión tropical. Seis horas más tarde la depresión se intensificó a una Tormenta tropical.
Temprano el 26, la tormenta se fortaleció considerablemente. Se convirtió en un huracán, pero el 28 de septiembre Karen se debilitó debido a las condiciones desfavorables, la tormenta se disipó en el Atlántico central el 29 de septiembre.

### Huracán Lorenzo
El 21 de septiembre, una zona de convección desarrollada en la región occidental del mar Caribe, adquirió una extensa zona de baja presión el 22 de septiembre, y se movió hacia la península de Yucatán el 23 de septiembre. En los siguientes días el sistema se movió de manera irregular al suroeste del golfo de México, pero su convección fue limitada debido a los fuertes vientos de nivel superior.
Durante la noche del 25 de septiembre, un avión de reconocimiento "Caza Huracanes" encontró que el sistema se había desarrollado a una depresión tropical. La depresión siguió su desplazamiento lentamente hacia el sur y suroeste hacia la bahía de Campeche. El 27 de septiembre, experimentó una rápida intensificación y la depresión se convirtió en la Tormenta Tropical Lorenzo alrededor del mediodía. En las primeras horas de la noche, Lorenzo ascendió al grado de huracán a menos de siete horas después de haberse intensificado a Tormenta tropical.
Lorenzo tocó tierra al norte de las costas del estado mexicano de Veracruz en las primeras horas del 28 de septiembre como un huracán categoría 1.

### Tormenta tropical Melissa
Melissa comenzó como una onda tropical que salió de la costa occidental de África el 26 de septiembre. Al día siguiente un área de baja presión se desarrolló cerca de las islas de Cabo Verde, y el sistema pronto se organizó en la depresión Tropical Catorce el 28 de septiembre. La depresión se desplazó hacia el oeste.
Mientras se movía lentamente hacia el oeste, la depresión se fortaleció ligeramente y se convirtió en la tormenta Tropical Melissa el 29 de septiembre, empatando el récord de la mayoría de las tormentas tropicales para formar en un mes. Las condiciones desfavorables debilitó a Melissa a una depresión tropical. Ya que perdió convección, la depresión se movió rápidamente hacia el oesnoroeste . La depresión se degeneró en un remanente de bajo el 30 de septiembre a unos 880 km al oeste de las islas de Cabo Verde.

### Depresión tropical Quince
La depresión tropical quince se formó a partir de un área grande y complejo de disturbio que se extendía desde el mar Caribe hacia el Atlántico occidental. El sistema se organizó lo suficientemente para declararlo una depresión tropical el 11 de octubre. La depresión mantuvo su intensidad, pero condiciones desfavorables devilitaron la depresión y la degradaron el 12 de octubre y se fusionó con un sistema frontal dos días más tarde.

### Huracán Noel
Durante la tarde del 27 de octubre, un sistema de baja presión que se había desarrollado lentamente en la región oriental del Caribe, adquirió la suficiente organización para ser declarado como depresión tropical Dieciséis. Posteriormente se intensificó de manera constante y se convirtió en tormenta tropical adquiriendo el nombre de Noel en la tarde del 28 de octubre. Toco tierra en Haití el 29 de octubre y después se desplazó a través del Caribe occidental cerca de Cuba para los siguientes tres días. Noel trajo lluvias torrenciales para el Caribe occidental (especialmente La Española), causando la muerte de al menos 120 personas. Posteriormente, se aceleró el noreste, fortaleciéndose a su paso por Bahamas antes de que se intensificara a huracán el 1 de noviembre.

### Tormenta tropical Olga
Durante la segunda semana de diciembre, después de finalizar la temporada de huracanes, un sistema de baja presión se desarrolló al estenoreste de las Antillas Menores. Lentamente adquirió características tropicales, y más tarde el 10 de diciembre, el Centro Nacional de Huracanes declaró al sistema como Tormenta subtropical Olga localizándose justo al norte de Puerto Rico. Es
la primera tormenta después de finalizar la temporada desde la tormenta desde tormenta tropical Zeta en la temporada 2005, haciendo de esta temporada una de pocas con actividad previa y posterior de los límites oficiales de la temporada de huracanes. La tormenta tocó tierra el 11 de diciembre en el extremo oriental de República Dominicana. Más tarde por la noche, se desarrolló en una tormenta tropical justo después de haber tocado tierra. Olga causó 22 muertes en República Dominicana, dos en Haití y una en Puerto Rico. Por la tarde del día 12, se degradó a depresión tropical para poco más tarde diciparse.

## Energía Ciclónica Acumulada
| 1           | 35.23 | Dean     | 8  | 1.10 | Gabrielle |
| 2           | 18.3  | Félix    | 9  | 0.78 | Olga      |
| 3           | 5.62  | Noel     | 10 | 0.77 | Barry     |
| 4           | 3.62  | Karen    | 11 | 0.73 | Chantal   |
| 5           | 1.81  | Humberto | 12 | 0.49 | Melissa   |
| 6           | 1.48  | Lorenzo  | 13 | 0.37 | Erin      |
| 7           | 1.30  | Ingrid   | 14 | 0.37 | Jerry     |
| Total: 71.7 |       |          |    |      |           |

La tabla a la derecha muestra la Energía Ciclónica Acumulada (ECA) para cada ciclón tropical formado durante la temporada. El ECA es, a grandes rasgos, una medida de la energía del huracán multiplicado por la longitud del tiempo que existió, así como de huracanes particularmente intensos. Cuanto más tiempo dure y más intenso sea el huracán conllevará una ECA más alta. El valor de ECA sólo se calcula para sistemas tropicales de 34 nudos (39 mph, 63 km/h) o más y tormentas tropicales fuertes.
A pesar de que la Tormenta Subtropical Andrea fue una tormenta de la temporada 2007, la NOAA no incluye oficialmente las tormentas subtropicales en los totales de la temporada. Andrea habría tenido un ECA = 0.603 104kt2 si hubiera sido tropical.

## Nombres de ciclones tropicales
Los siguientes nombres fueron utilizados para los diferentes ciclones tropicales que se formaron durante la temporada del año 2007 en el océano Atlántico. Aquellos nombres de los ciclones que sea necesario retirar por su relevancia, serán anunciados por la Organización Meteorológica Mundial en el verano de 2008, los otros restantes, serán reutilizados para la temporada correspondiente al año 2013.
La siguiente lista es igual a la del 2001, con excepción de los nombres de Andrea, Ingrid, y Melissa, los cuales reemplazaron a Allison, Iris y Michelle respectivamente. Los 3 nuevos nombres ya anteriormente mencionados se utilizaron por primera vez en esta temporada. Los nombres que no se han usado hasta el momento están marcados en gris.
| - Andrea - Barry - Chantal - Dean - Erin - Félix - Gabrielle | - Humberto - Ingrid - Jerry - Karen - Lorenzo - Melissa - Noel | - Olga - Pablo (Sin usar) - Rebekah (Sin usar) - Sebastien (Sin usar) - Tanya (Sin usar) - Van (Sin usar) - Wendy (Sin usar) |

### Nombres retirados
La Organización Meteorológica Mundial retiró tres nombres en la primavera del 2008: Dean, Felix y Noel. Estos fueron reemplazados en la temporada del 2013 por Dorian, Fernand y Nestor.